# جيف باركر (سياسي)
جيف باركر (بالإنجليزية: Jeff Barker)‏ هو سياسي أمريكي، ولد في 1943 في بورتلاند في الولايات المتحدة. حزبياً، نشط في الحزب الديمقراطي. وقد انتخب عضو مجلس نواب أوريغون.

## وصلات خارجية
- الموقع الرسمي